# Джон Ромулус Брінклі
Джон Ромулус Брінклі (англ. John Romulus Brinkley, пізніше Джон Річард Брінклі; нар. 8 липня 1885 — 26 травня 1942) — американський шарлатан. Він не мав належної акредитованої медичної освіти і придбав свій медичний ступінь на «фабриці дипломів». Брінклі став відомим як «лікар козячої залози» (англ. goat-gland doctor) після того, як він отримав національну та міжнародну славу та велике багатство завдяки ксенотрансплантації яєчок козла людям. Хоча спочатку Брінклі рекламував цю процедуру як засіб лікування чоловічої імпотенції, пізніше він заявив, що ця методика є фактичною панацеєю від широкого спектру чоловічих недуг. Брінклі керував клініками та лікарнями в кількох штатах і зміг продовжувати практикувати медицину протягом майже двох десятиліть, незважаючи на те, що його методи були повністю дискредитовані широким медичним співтовариством.
Він також, майже випадково, був піонером реклами та радіо та розпочав еру мексиканського прикордонного бластерного радіо.
Незважаючи на те, що його позбавили ліцензії на медичну практику в Канзасі та кількох інших штатах, Брінклі, демагог, улюблений сотнями тисяч людей у Канзасі та інших країнах, розпочав дві кампанії на посаду губернатора Канзасу, одна з яких була майже успішною. Піднесення Брінклі до слави та багатства було таким же стрімким, як і його падіння. На вершині своєї кар’єри Брінклі накопичив мільйони доларів, але помер майже без гроша внаслідок великої кількості порушених проти нього позовів про недбалість, смерть та шахрайство.

## Раннє життя
Брінклі народився в сім’ї Джона Річарда Брінклі, бідного жителя гір, який практикував медицину в Північній Кароліні та служив медиком в армії Конфедерації під час громадянської війни в США. Перший шлюб Брінклі-старшого був анульований, оскільки він був неповнолітнім. Досягнувши повноліття, він одружувався ще чотири рази і пережив кожну зі своїх молодих дружин. У 1870 році, у віці 42 років, він одружився з Сарою Т. Мінгус. Пізніше в будинок переїхала 24-річна племінниця Мінгуса: Сара Кендіс Бернетт. Родина називала дружину Брінклі «Саллі», щоб розрізнити двох жінок. Сара Бернетт народила поза шлюбом Джона Ромула Брінклі в містечку Бета в окрузі Джексон, штат Північна Кароліна, назвавши сина на честь батька та Ромула, міфічного близнюка, вигодуваного вовчицею. Сара Бернетт померла від пневмонії та туберкульозу, коли Брінклі було 5 років. Сара Т. та Джон Брінклі переїхали з хлопчиком до Іст-Ла-Порт у тому ж окрузі, біля річки Такасігі. Грошей у родини в цей час було мало.
Джон Річард Брінклі помер, коли його сину було 10 років. Юний Брінклі навчався в школі з дерев’яних однокімнатних будиночків в районі Такасігі, заняття в якій проводилися щороку протягом трьох-чотирьох місяців зими. Там Брінклі познайомився з Саллі Маргарет Вайк, донькою заможного члена шкільної ради. Коли Брінклі виповнилося 13 років, шкільний термін був подовжений, і до школи найняли кращого вчителя. Брінклі закінчив навчання у 16 років і почав працювати, доставляючи пошту по місцевості, а також навчався користуватися телеграфом. Але попри це, він хотів стати лікарем.

## Сім'я та навчання
Будучи телеграфістом, Брінклі поїхав до Нью-Йорка, щоб працювати на Western Union, після чого він переїхав до Нью-Джерсі, де він працював у кількох залізничних компаніях. Наприкінці 1906 року він повернувся додому до тітки Саллі, почувши звістку про те, що вона захворіла. Вона померла 25 грудня 1906 року. Після цього він одружився з Саллі Вайк, якій було 22 роки і була на рік старша за Брінклі, 27 січня 1907 року в Сільві, штат Північна Кароліна. Вони подорожували, видаючи себе за лікарів-квакерів, влаштовуючи в селах ярмарки, де продавали патентовані ліки. Наступним переїздом Брінклі став Ноксвілл, штат Теннессі, де він був помічником лікаря Берка, допомагаючи лікувати еректильну дисфункцію.
У 1907 році Брінклі оселився з дружиною в Чикаго, де 5 листопада вони відсвяткували народження дочки — Ванди Меріон Брінклі. Новоспечений батько вступив до медичного коледжу Беннета, неакредитованого навчального закладу з сумнівною навчальною програмою, присвяченою еклектичній медицині. Брінклі працював у Western Union телеграфістом уночі та відвідував заняття вдень, у той час як його борги зростали через навчання, витрати на виховання сім’ї та примхи його дружини Саллі. У 1908 році Брінклі поховали сина, який прожив лише три дні.
У школі Брінклі познайомився з дослідженням екстрактів залоз та їх впливу на організм людини. Він вирішив, що ця нова сфера у медицині допоможе просунути його кар’єру вперед. Після двох років навчання та ще більшої кількості боргів Брінклі подвоїв своє літнє робоче навантаження, взявши дві зміни в Western Union, але одного дня повернувшись додому, він побачив, що його дружина та донька зникли. Саллі подала на розлучення та аліменти, але через два місяці виплат Брінклі викрав свою дочку та втік з нею до Канади. Саллі Брінклі, яка не змогла отримати наказ про екстрадицію від Канади, відхилила її позов про стягнення аліментів і аліментів, що дозволило Брінклі повернутися до Чикаго з дитиною. Пара знову возз'єдналася у своєму непростому шлюбі.
У 1911 році, перш ніж Брінклі закінчив третій рік навчання у коледжі, Саллі знову залишила його і народила ще одну доньку, Ерну Максін Брінклі, 11 липня 1911 року вдома в районі Тукасігі. Брінклі покинув Чикаго та залишив неоплачені рахунки за навчання, щоб повернутися до Північної Кароліни та повернутися до своєї родини. Там він почав працювати «лікарем-бакалавром», але не зміг добитися успіхів. Він перевозив свою родину в різні міста Флориди та Північної Кароліни, «збираючи речі та весь час їздячи з одного місця на інше».

### Фабрика дипломів
У 1912 році Брінклі покинув сім'ю, щоб спробувати відновити своє навчання, цього разу в Сент-Луїсі, штат Міссурі. Він не зміг заплатити медичному коледжу Беннетта належну їм плату за навчання, тож вони відмовилися передавати його навчальні записи до жодної з медичних шкіл, до яких звертався Брінклі. Натомість Брінклі купив сертифікат у тіньовій фабриці дипломів, відомої як Еклектичний медичний університет Канзас-Сіті, і повернувся додому. 11 лютого 1913 року у нього народилася донька Наомі Беріл Брінклі. Сім'я з п'яти осіб негайно переїхала до Нью-Йорка, а незабаром після цього до Чикаго. Коли Брінклі відмовився залишити свою мету стати лікарем, Саллі Брінклі покинула його вже остаточно, забравши трьох доньок додому в Північну Кароліну.
Брінклі разом із чоловіком на ім’я Джеймс Е. Кроуфорд (використовував псевдонім Дж. В. Беркс) заснував магазинний бізнес у Грінвіллі, штат Південна Кароліна. Вони відкрили свою крамницю під назвою «Greenville Electro Medic Doctors» і розмістили рекламу, щоб привабити чоловіків, які хвилювалися за свою чоловічу силу. Вони вводили своїм пацієнтам забарвлену воду за ціною 25 доларів за ін’єкцію (800 доларів США сьогодні), кажучи, що це сальварсан або «електричні ліки з Німеччини». Через два місяці партнери поспішно покинули місто з несплаченою орендною платою, комунальними платежами та боргами за одяг і ліки. Місцева газета повідомила, що вони залишили приблизно від 30 до 40 місцевих продавців з неоплаченими чеками. Вони опинилися там, де колись жив Кроуфорд, у Мемфісі, штат Теннессі.

### Другий шлюб
У Мемфісі Брінклі познайомився з 21-річною Мінервою Телітою «Мінні» Джонс, подругою Кроуфорда та донькою місцевого лікаря. 23 серпня 1913 року, після чотириденних стосунків, Брінклі та Джонс одружилися в готелі Пібоді, попри те, що був одружений з Саллі Брінклі. Мінні та Джон Брінклі провели медовий місяць у Канзас-Сіті, Денвері, Покателло та Ноксвіллі. Брінклі був заарештований у Ноксвіллі та екстрадований до Грінвіля, де його посадили у в'язницю за медичну практику без ліцензії та за виписування неналежних чеків. Брінклі сказав шерифу, що в усьому винен Кроуфорд, і дав слідчим достатньо інформації, щоб вони змогли заарештувати Кроуфорда в Покателло. Двоє колишніх партнерів знову зустрілися у в'язниці. У Брінклі та Мінерви був син Джон, який покінчив життя самогубством у 1970-х.
Брінклі та Кроуфорд вирішили позасудово домовитися з розлюченими продавцями Грінвіля за суму в кілька тисяч доларів, більшу частину якої заплатив Кроуфорд. Новий тесть Брінклі сплатив заставу Брінклі, але вніс лише 200 доларів США для врегулювання його шахрайського боргу (6300 доларів США на сьогодні). Брінклі знову приєднався до Мінні Брінклі в Мемфісі. Там Саллі Брінклі зіткнулася з парою, повідомивши Мінні Брінклі, що її чоловік був двоєженцем. Мінні та Джон Брінклі переїхали до Джадсонії, штат Арканзас, де він знову отримав «ліцензію бакалавра» на медичну практику, рекламуючи свою спеціальність як «хвороби жінок і дітей». Він мало заробляв і приєднався до армійського резервного медичного корпусу.
Брінклі прийняв пропозицію зайняти кабінет іншого лікаря, який переїжджав за межі штату. Брінклі почав отримувати скромний прибуток і нарешті зміг сплатити медичному університету Беннета суму, заборговану за навчання. У жовтні 1914 року Брінклі переїхали до Канзас-Сіті, де він вступив до Еклектичного медичного університету цього міста, щоб закінчити останній рік навчання, яке він почав у Беннетті. Отримавши знання про подразнення та збільшення передміхурової залози у літніх чоловіків і заплативши університету 100 доларів (2900 доларів у поточній вартості), Брінклі закінчив навчання 7 травня 1915 року. Його диплом дозволив йому практикувати медицину у восьми штатах. Перебуваючи в Канзас-Сіті, Брінклі влаштувався лікарем на завод Swift and Company, лікував незначні рани та вивчав фізіологію тварин. Саме тут Брінклі дізнався, що загальна думка стверджує, що найздоровіша тварина, яку забивають на заводі, — це коза, що стане ключовим у його подальшій медичній кар’єрі.
Щоб усунути можливість викриття свого двоєженства, Мінні підштовхнула Брінклі подати на розлучення із Саллі, що він і зробив у грудні 1915 року. Щоб запобігти суду, щоб запитати Саллі безпосередньо, він написав, що вони одружилися в Нью-Йорку, і що він не знає її теперішнього місця проживання. Розлучення було завершено 21 лютого 1916 року. Через чотири дні Мінні та Брінклі знову одружилися, цього разу в Ліберті, штат Міссурі. Брінклі не чекав необхідні шість місяців від розлучення до наступного повторного шлюбу.
У 1917 році Брінклі, нині армійського резервіста, призвали на службу під час Першої світової війни. Однак він прослужив лише трохи більше двох місяців, більшу частину яких у нього був нервовий зрив, перш ніж його звільнили. У жовтні того ж року Брінклі та його дружина переїхали до Мілфорда, штат Канзас, після того, як побачили в газеті оголошення про те, що місту потрібен лікар.

## Трансплантація козячих яєчок

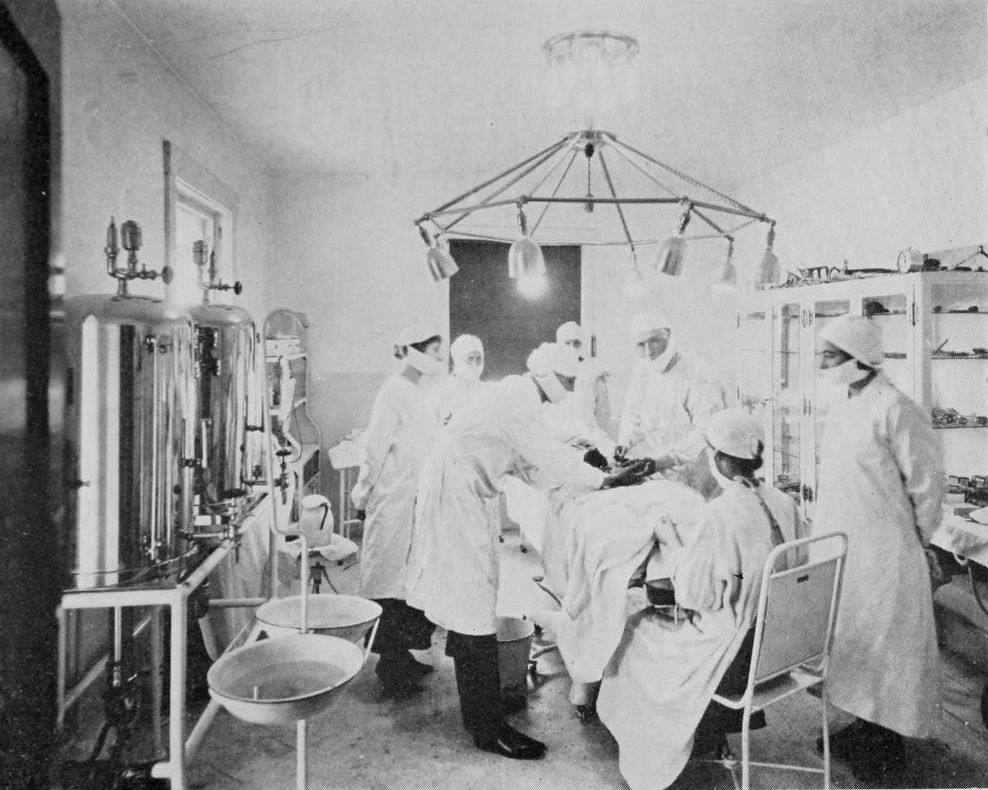
Операційна у клініці Брікнлі у Мілфорді, Канзас

У 1918 році Брінклі відкрив клініку на 16 приміщень у Мілфорді, яка одразу отримала гарну репутацію серед місцевих мешканців, виплачуючи хорошу зарплату, покращуючи місцеву економіку та допомагаючи пацієнтам, які постраждали від смертоносної епідемії грипу 1918 року. Незважаючи на всю його пізнішу репутацію як шарлатана, розповіді про його успіхи у лікуванні хворих на грип і про те, як довго він їх лікував, були надзвичайно позитивними.
Як розповідається в біографії, яку Брінклі замовив, йому прийшла в голову ідея пересаджувати яєчка козла чоловікам, коли до нього прийшов пацієнт, щоб запитати, чи може він вилікувати людину, що страждала на імпотенцію. Брінклі відповів, пожартувавши, що у пацієнта не було б жодних проблем, якби у нього була «пара козячих яєчок». Тоді пацієнт благав Брінклі спробувати провести операцію, яку Брінклі й зробив за 150 доларів. (Пізніше син пацієнта розповів газеті The Kansas City Star, що насправді це Брінклі запропонував батькові «гарно» заплатити, якщо він погодиться на експеримент.)
У своїй клініці Брінклі почав виконувати все більше операцій, які, як він стверджував, відновлюють чоловічу силу та фертильність шляхом вживлення козячих тестикул своїм пацієнтам-чоловікам за ціною 750 доларів США за операцію (11 000 доларів США зараз). Після його операцій тіло пацієнта зазвичай поглинало тканину козячих тестикул як сторонню речовину. Статеві залози козла не приживалися до тіла людини, оскільки вони просто поміщалися в чоловічу калитку або в черевну порожнину жінки, поблизу яєчників.

Не дивно, що з огляду на його сумнівну медичну освіту, частоту операцій, які проводилися у нетверезому стані та нестерильні робочі середовища, деякі пацієнти постраждали від інфекцій, і невизначена кількість пацієнтів загинула. У період з 1930 по 1941 рік на Брінклі більше десятка разів судили через смерть пацієнтів.

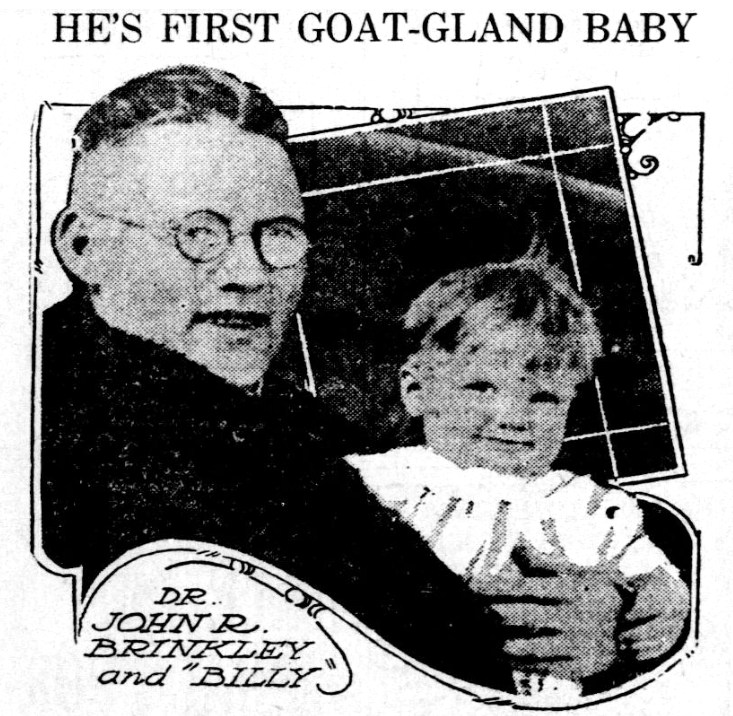
Газета 1920 року в якій йдеться про першого хлопчика, що народився після операції проведеної Брінклі

Невдовзі після того, як Брінклі відкрив магазин, він зробив рекламний переворот, який змусив зателефонувати головні газети: дружина його першого пацієнта з трансплантації козячої залози народила хлопчика. Брінклі почав рекламувати козячі яєчка як ліки від 27 захворювань, починаючи від деменції до емфіземи легенів і метеоризму. Його спалах публічності — і його стратосферні заяви — привернули увагу Американської медичної асоціації, яка надіслала агента до клініки для проведення розслідування під прикриттям. Агент знайшов жінку, яка шкутильгала в клініці Брінклі, якій дали козячі яєчники як ліки від пухлини спинного мозку. Відтоді Американська медична асоціація ретельно стежила за Брінклі, а також привернула увагу лікаря, який зрештою став відповідальним за викриття шахрайства та падіння кар'єри Брінклі, Морріса Фішбейна.
У той же час інші лікарі також експериментували з трансплантацією залоз, у тому числі Серж Воронофф, який став відомим тим, що пересадив яєчка мавпи чоловіку. У 1920 році Воронофф продемонстрував свою техніку перед кількома іншими лікарями в лікарні в Чикаго, де Брінклі з'явився без запрошення. Хоча Брінклі не впустили у двері, його поява підняла його авторитет у пресі, що зрештою призвело до його власної демонстрації в лікарні в Чикаго. Брінклі трансплантував яєчка кози 34 пацієнтам, у тому числі судді, олдермену, наглядачеві та ректору нині неіснуючої Чиказької юридичної школи (не плутати з юридичною школою Чиказького університету), і все це відбувалося під спостереженням преси. Його публічний авторитет зріс, і його кар'єра у Мілфорді продовжувалася стрімкими темпами.
У 1922 році Брінклі поїхав до Лос-Анджелеса на запрошення Гаррі Чендлера, власника Los Angeles Times, який кинув виклик Брінклі пересадити яєчка кози одному зі своїх редакторів. Якщо операція пройде успішно, писав Чендлер, він зробить Брінклі «найвідомішим хірургом Америки», а якщо ні, то він повинен вважати себе «проклятим». Каліфорнія не визнавала ліцензію Брінклі на медичну практику, видану Еклектичним медичним університетом, але Чендлер потягнув за ниточки й дав йому 30-денний дозвіл. Операція була визнана успішною, і Брінклі отримав обіцяну увагу в газеті Чендлера, що привело до Брінклі багатьох нових клієнтів, у тому числі кількох голлівудських кінозірок. Брінклі настільки захопило місто — і всі гроші, які воно представляло у вигляді потенційних пацієнтів, — що він почав будувати плани перенести туди свою клініку. Але його надії розвіялися, коли медична комісія Каліфорнії відхилила його заяву на постійну ліцензію на медичну практику, оскільки виявила, що його резюме «пронизане брехнею та розбіжностями» (більшість з яких виявив і вказав раді Фішбейн). Тож Брінклі повернувся до Канзасу і почав розширювати свою клініку в Мілфорді.
Діяльність Брінклі надихнула кіноіндустрію на появу терміну «козяча залоза» (англ. goat gland) — додавання звукових послідовностей до німих фільмів, щоб зробити їх більш товарними.

### Перша радіостанція Брінклі
Перебуваючи у Лос-Анджелесі, Брінклі відвідав KHJ, радіостанцію, якою володів Чендлер. Він одразу побачив радіо як засіб реклами та маркетингу та вирішив створити власну радіостанцію, щоб рекламувати свої послуги, хоча на той час реклама на громадських радіохвилях не заохочувалась. До 1923 року він мав достатньо грошей, щоб побудувати радіостанцію KFKB (що розшифровується як «Kansas First, Kansas Best» або іноді «Kansas Folks Know Best») за допомогою передавача потужністю 1 кіловат. Того ж року St. Louis Star опублікувала різке викриття фальшивих медичних дипломів, а в 1924 році Kansas City Journal Post наслідувала цей приклад, привернувши небажану увагу до Брінклі. У липні 1924 року велике журі в Сан-Франциско висунуло 19 звинувачень людям, відповідальним за надання фальшивих медичних дипломів, а також деяким лікарям, які їх отримали; Брінклі також був серед них, головним чином через його сумнівну заяву на отримання медичної ліцензії в Каліфорнії. Коли агенти з Каліфорнії приїхали щоб заарештувати Брінклі, губернатор Канзасу Джонатан М. Девіс відмовився видати його, оскільки Брінклі своїми діями приніс занадто багато грошей для держави. Брінклі виступив на хвилях своєї радіостанції, щоб поспівати про свою перемогу над Американською медичною асоціацією та Фішбейном, який на той час почав виступати з промовами та писати статті для журналу Американської медичної асоціації, висміюючи Брінклі та його лікування як шарлатанство. Його бізнес із трансплантації козячих яєчок почав приносити більше грошей, ніж будь-коли, і почав залучати пацієнтів з усього світу.
Брінклі щодня годинами говорив по радіо, в основному рекламуючи процедуру по трансплантації козячих яєчок. У проміжках між власною рекламою Брінклі його нова станція транслювала різноманітні розваги, включаючи військові оркестри, уроки французької мови, астрологічні прогнози, оповідання а також екзотику, таку як місцеві гавайські пісні, і американську музику, включаючи старовинний струнний оркестр, госпел і раннє кантрі.
Рекламний поштовх, який дала йому його радіостанція, був величезним, і Мілфорд також отримав від цього користь; Брінклі оплатив нову систему каналізації та тротуарів, провів електрику, побудував трибуну та квартири для своїх пацієнтів і співробітників, а також нове поштове відділення. Він отримав звання адмірала військово-морського флоту Канзасу та спонсорував бейсбольну команду рідного міста під назвою «Брінклі Готс».
У 1925 році Брінклі, прагнучи отримати кращі дипломи, вирушив до Європи в пошуках почесних ступенів. Отримавши відмову в кількох інститутах Британії, Брінклі знайшов готового позивача в університеті Павії, Італія. Колишній вчитель Фішбейна та Брінклі, Макс Торек, дізнався про диплом і тиснув на італійський уряд, щоб той скасував його. Сам Беніто Муссоліні скасував його ступінь, хоча Брінклі вимагав його надання до самої смерті. Зацікавленість Фішбейна у виведенні Брінклі з бізнесу зростала, і він написав ще більше статей з історіями про людей, які захворіли або померли після зустрічі з Брінклі. Але читацька аудиторія журналу AMA була здебільшого обмежена іншими лікарями, тоді як радіостанцію Брінклі щодня слухало безліч людей.
Після його народження 3 вересня 1927 року крихітний голосок сина Брінклі Джона Річарда Брінклі III на прізвисько «Джонні Бой» пролунав у радіопрограмі. Дитина народилася після 14 років шлюбу, тому деякі спостерігачі задалися питанням, чи Брінклі також пройшов через свою ж операцію по трансплантації яєчок, але Брінклі спростували ці чутки.

### Скринька медичних запитань
Брінклі почав стверджувати, що вживлення козячих яєчок також може допомогти чоловікам із проблемами простати, і таким чином ще більше розширив свій бізнес. Він також започаткував новий радіосегмент під назвою «Скринька медичних запитань» (англ. Medical question box), де читав в ефірі скарги на здоров'я слухачів і пропонував їм відповідне лікування. Ці методи лікування були доступні лише в мережі аптек «Фармацевтичної асоціації Брінклі». Ці афілійовані аптеки продавали безрецептурні ліки Брінклі за дуже завищеними цінами, частину прибутку повертали Брінклі, а решту залишали собі. За оцінками, ліки щотижня приносили Брінклі 14 000 доларів прибутку, або близько 12 753 100 доларів на рік у поточній вартості. Повідомлення про те, що пацієнти, які приймали рекомендовані Брінклі ліки, приходили зі скаргами на здоров'я в кабінети інших лікарів почали зростати, і врешті фармацевтична компанія Merck & Co., чиї ліки Брінклі регулярно неправильно призначав своїм пацієнтам, попросила Фішбейна вжити заходів; Американська медична асоціація відповіла, що вони не мають ніякого контролю над діями Брінклі, і можуть лише спробувати поінформувати про це громадськість.
Kansas City Star, яка володіла радіостанцією, що конкурувала з Брінклі, опублікувала серію репортажів про нього. До 1930 року, коли Медична рада Канзасу провела офіційне слухання, щоб вирішити, чи слід відкликати медичну ліцензію Брінклі, Брінклі підписав свідоцтва про смерть 42 людей, багато з яких не були хворими на момент коли вони з’явилися в його клініці. Точно невідомо, скільки ще пацієнтів Брінклі могли захворіти або пізніше померти деінде. Медична комісія відкликала його ліцензію, заявивши, що Брінклі «вчинив організоване шарлатанство, яке виходить за межі скромного маунтбенка».
Через шість місяців після втрати його медичної ліцензії Федеральна радіокомісія відмовилася продовжити ліцензію на мовлення його станції, встановивши, що передачі Брінклі були переважно рекламними, що порушувало міжнародні договори, що він транслював непристойні матеріали, а його серія «Скринька медичних питань» «суперечила суспільному інтересу». Він подав до суду на комісію, але суди підтвердили скасування, і справа KFKB Broadcasting Association проти Федеральної радіокомісії стала знаковою справою в телевізійному законодавстві.

## Політична кар'єра
У відповідь на втрату медичних ліцензій і ліцензій на мовлення, Брінклі подав заявку на посаду губернатора Канзасу, політичну посаду, яка дала б йому змогу призначати своїх членів до медичної комісії та таким чином відновити своє право на медичну діяльність в штаті. Він почав висувати свою кандидатуру всього через три дні після того, як втратив медичну ліцензію, використовуючи свою радіостанцію, щоб посприяти своїй кампанії. Поряд з ним була найбільша зірка кантрі-музики KFKB Рой Фолкнер, який вийшов на сцену з гітарою та капелюхом у руках. Будучи популістом, Брінклі виступав за розпливчасту програму громадських робіт (державне озеро в кожному окрузі), освіти (безкоштовні підручники для учнів загальноосвітніх шкіл і розширення освітніх можливостей для темношкірого населення), зниження податків і пенсій за віком. Він звернувся до за голосами до іммігрантів, поставивши німецькомовних і шведськомовних людей в ефір на KFKB. Брінклі залучив пілота зі своїм власним літаком, щоб той рекламував його на своїх передвиборчих мітингах. Брінклі був майстром рекламних трюків; коли видатний газетний репортер опублікував статтю, в якому він критикував спроможність Брінклі керувати державою, Брінклі прислав йому козла.
Він проводив кампанію як незалежний кандидат, оскільки він чекав, щоб оголосити про свою кандидатуру до вересня, коли бюлетені вже були надруковані. За три дні до виборів генеральний прокурор штату Канзас (який переслідував Брінклі перед медичною комісією) оголосив, що правила щодо запису кандидатів змінилися, і що ім’я лікаря можна писати лише одним певним способом для підрахунку голосів. (в титрах Дж. Р. Брінклі). Як записний кандидат він отримав понад 180 000 голосів (29,5 відсотка голосів) і програв Гаррі Хайнсу Вудрингу, пізніше Військовому міністру в кабінеті президента Франкліна Рузвельта. У статті, опублікованій у той час у The Des Moines Register, було підраховано, що таким чином було дискваліфіковано від 30 000 до 50 000 бюлетенів. Пізніше Вудрінг визнав, що якби ці голоси були підраховані, Брінклі виграв би.
У 1932 році Брінклі знову балотувався як незалежний кандидат, отримавши 244 607 голосів (30,6 відсотка голосів), поступившись республіканцю Альфу Лендону, який пізніше висувався на пост президента від республіканців у 1936 році.
Його перспективи на успіх у Канзасі були зруйновані, Брінклі продав KFKB страховій компанії та вирішив переїхати ближче до мексиканського кордону, де він міг би керувати потужною радіостанцією. Хоча він більше не міг займатися медичною діяльністю в Канзасі, він залишив свою клініку Мілфорд відкритою та призначив двох своїх протеже керувати нею. Брінклі переїхав до Дель-Ріо, Техас, який лежав через міст, що веде до Мексики.
Пізніше в цьому десятилітті Брінклі став симпатизувати нацистам.

## Суд та смерть

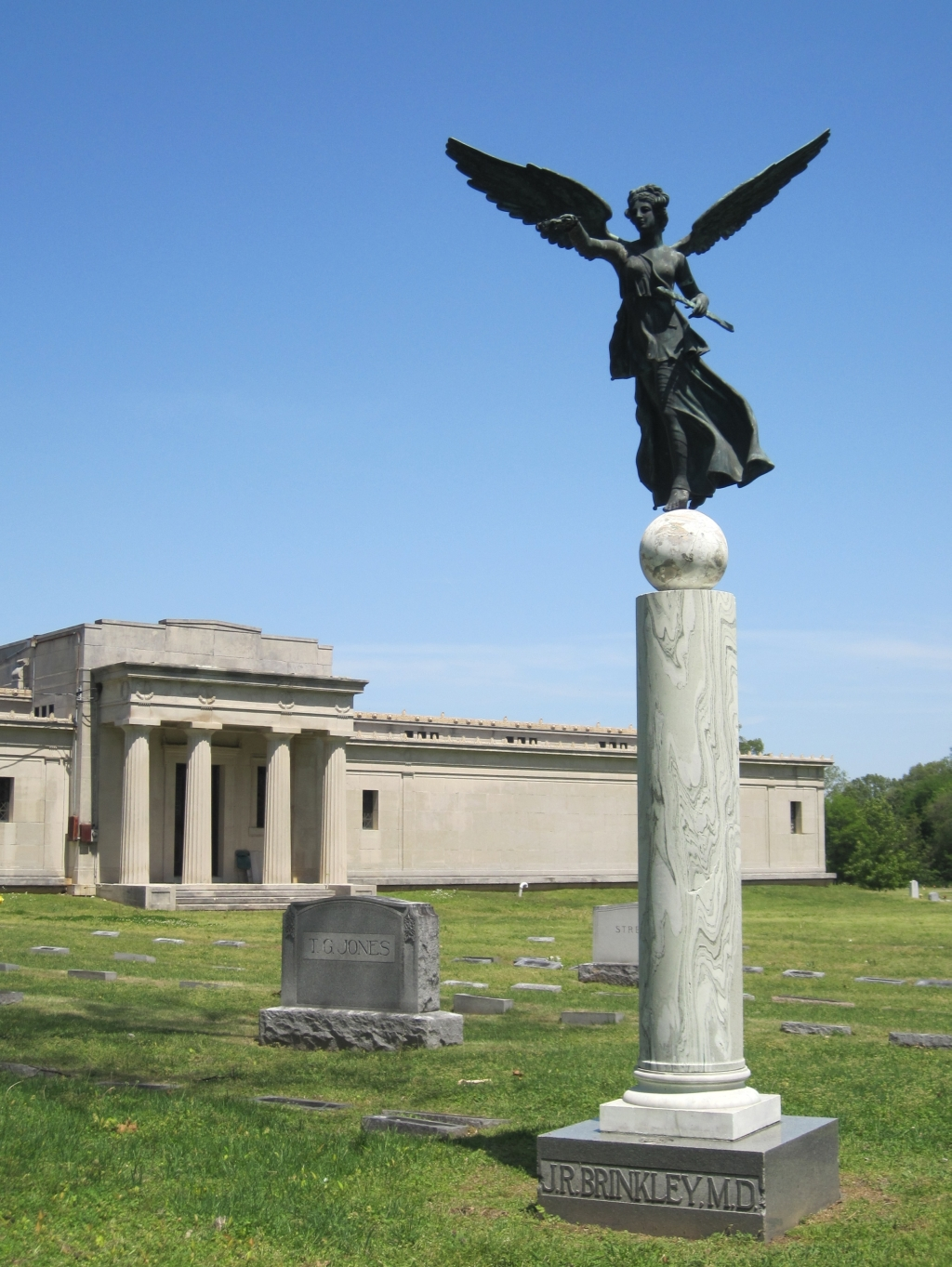
Пам'ятник Брінклі у 2011 році

У 1938 році старий ворог Брінклі, Морріс Фішбейн, знову з’явився з метою помститися, опублікувавши серію з двох частин під назвою «Сучасні медичні шарлатани», яка включала повну дискредитацію успішної кар’єри Брінклі, а також викриття його сумнівних медичних повноважень. Брінклі подав до суду на Фішбейна за наклеп та потребував відшкодування збитків у розмірі 250 000 доларів США (5 200 000 доларів за поточною вартістю). Суд розпочався 22 березня 1939 року. Кілька днів по тому журі ухвалило рішення на користь Фішбейна, заявивши, що Брінклі «слід вважати шарлатаном і шарлатаном у звичайному, добре зрозумілому значенні цього слова». Вердикт присяжних викликав шквал судових позовів проти Брінклі, за деякими оцінками, на загальну суму понад 3 мільйони доларів. Приблизно в цей час Служба внутрішніх доходів почала розслідування щодо нього за ухилення від податків. Брінклі оголосив про банкрутство у 1941 році, в тому ж році реалізація Північноамериканської угоди про регіональне мовлення дала Сполученим Штатам можливість змусити Мексику закрити XERA — мексиканську радіостанцію, що фактично підпорядковувалася Брінклі.
Невдовзі після банкрутства Департамент пошти США почав розслідувати його справу за поштове шахрайство, і Брінклі сам став пацієнтом, перенісши три серцеві напади та ампутацію однієї ноги через поганий кровообіг. 26 травня 1942 року Брінклі помер не маючи ні гроша від серцевої недостатності в Сан-Антоніо; справа про шахрайство з поштою ще не дійшла до суду. Пізніше його поховали на кладовищі Форест Гілл у Мемфісі, штат Теннессі.
На початку 2017 року бронзовий крилатий ангел на вершині його могильної колони був відрізаний і викрадений під час тривалої серії подібних пограбувань на кладовищах Мемфіса.
Його будинок, який зазвичай називають особняком Брінклі, все ще стоїть за адресою Куаліа Драйв, 512 у Дель-Ріо, і його позначено історичною пам’яткою Техасу під номером 13015.